# إرافان
إرافان (بالإنجليزية: Iravan)، هو شخصية ثانوية في ملحمة مهابهاراتا الهندوسية. وهو ابن الأمير الباندفي أرجونا (أحد الأبطال الرئيسيين في ماهابهاراتا) والأميرة الناغا أولوبي. وإيرافان هو الإله المركزي في عبادة كوتانتافار وهو أيضًا الاسم الذي يطلق عليه عادة في هذا التراث، كما أنَّه يعلب دورًا رئيسيًا في طائفة دروبادي. وهو أيضًا الإله الراعي لمجتمعات المتحولين جنسيًا المعروفة باسم ثيرونانجاي (Thirunangai).

## روابط خارجية
- Koovagam festival
- BBC coverage of the Koovagam festival